# 栗原みさ
栗原 みさ（くりはら みさ、1990年11月27日 - ）は、鹿児島県出身のグラビアアイドル、元レースクイーン。所属事務所はアヴィラ。

## 略歴・人物
- 2009年エンドレススポーツ エンドレスレディ。
- 2010年JLOCレースクイーン。
- 事務所公式プロフィールやエンドレスレディ紹介ページでは身長150cmと記載されているが、本人ブログによると148cmで坂井ちか同様エンドレスレディで一番身長が低い。
- 事務所・エンドレスレディ共通の先輩にあたる浜田翔子は最近は背の低いレースクイーンが認められるようになって嬉しいと「夜遊びメールバトル 金曜」でコメントしている。
- 趣味はライブ、映画鑑賞(主にホラー)。特技はピアノ演奏[1]。
- 飼い猫の名前は「にゃむ(メス)」と「らむ(オス)」である。
- EXスーパーアイドルQueen2012 8月大会優勝
- 2015年9月12日にソフマップ1号店7Fで初めてのDVD発売イベントを行った。
- 「蜜愛 ～Secret Love～」の撮影で初めて海外(タイ)に行った。
- 舞台「星空ハーモニー」で特技であるピアノを演奏。曲はドビュッシー作曲「亜麻色の髪の乙女」。
- 笑たこ／Smiley Crepes 2022イメージモデルに就任[2]

## 作品

### デジタル写真集
- 栗原みさ（2009年4月30日、デジタル出版）
- 浜田翔子&栗原みさ（2009年4月30日、デジタル出版）
- ホワイトビキニ 栗原みさ（2015年5月、デジタル出版）
- むちみちゃ 栗原みさ（2016年2月、BNS）
- magnetic G 栗原みさ『逮捕して♪』（2017年3月、magneticG編集部）
- Princess 栗原みさ 必撮!まるごと☆（2017年4月、株式会社アイロゴス）
- ロリムチ! 栗原みさ 必撮!まるごと☆（2017年4月、株式会社アイロゴス）
- 天使のミニマムボディ 栗原みさ 必撮!まるごと☆（2017年5月、株式会社アイロゴス）
- お兄ちゃん、お願い聞いてくれる? 栗原みさ 必撮!まるごと☆（2017年5月、株式会社アイロゴス）
- Another Queen 「栗原みさ」: 美脚写真集（2017年9月）
- もっとむちみちゃ 栗原みさ（2018年3月、BNS）
- A-COLLECTION　栗原みさ　１（2018/5月）
- A-COLLECTION　栗原みさ　２（2018/6月）

### DVD
- 水玉タレントプロモーション 栗原みさ（2015年11月13日発売、株式会社ジェイ・フォース）
- 舞台 FPAdvance produce 「MOGURAYA」EPISODE 1 公演DVD
- 舞台 FPAdvance produce 「MOGURAYA」EPISODE 2 公演DVD
- 舞台 FPAdvance produce 「MOGURAYA」EPISODE 3 公演DVD
- 舞台 劇団FULLMONTY 第12回本公演 「OLD NEON ～伝説の夜編～」公演DVD
- 舞台 平熱43度 第9回公演 番外公演 微熱43度 『熱血戦隊!ハートレンジャー!～飛躍編!～』「歌乙女ノ旋律」公演DVD
- 舞台 平熱43度 第9回公演 番外公演 微熱43度 『熱血戦隊!ハートレンジャー!～飛躍編!～』「背徳ノ指揮棒」公演DVD
- 舞台 平熱43度 第9回公演 番外公演 微熱43度 『熱血戦隊!ハートレンジャー!～飛翔編!～』「終幕ノ総譜」公演DVD
- 舞台「23区女子」公演DVD
- 舞台 エンテナ PLAY UNION 第四回公演『あなたと私、月の舟』公演DVD
- 舞台 Produce team Office54 朗読劇『学園デスパネル』公演DVD
- 舞台 Southern’Xプロデュースvol.1『星空ハーモニー』公演DVD
- 舞台 劇団時間制作第十五回公演『手を握る事すらできない』公演DVD
- 舞台 SPIRAL CHARIOTS 第18回本公演 『レンタヒーロー -RENT A HERO-』公演DVD
- 水玉タレントプロモーション グダグダ会議 第3弾！ セクシーを考えてみた！？ これで1万枚売れるさー（仮）（2018年11月9日発売、株式会社ジェイ・フォース）
- 舞台 劇団時間制作第十八回公演『こっちとそっち』公演DVD
- 舞台 『呪いの49日～表と裏～』公演DVD
- コントイベント『蜂巣祭～2019晩春の陣～』バンブーガール公演DVD
- コントイベント『蜂巣祭～2020冬の陣～』毒林檎姫公演DVD
- 舞台 『Three Kingdoms 2020』魏国編公演DVD
- 舞台 『Three Kingdoms 2020』～赤壁・合戦編～公演DVD
- 舞台 『サクラニオドレ』公演DVD
- コントイベント『蜂巣祭～2021冬の陣～』ピータンの大冒険公演DVD
- 舞台 『HATTORI半蔵IV』公演DVD
- 舞台 『ヘクセン クロイツ -魔女の十字架-』公演DVD
- 舞台 『たったひとつの贈り物』公演DVD

### イメージビデオ
- みちゃんネルン（2015年8月28日発売、サムライム)
- むちみちゃ♡（2015年12月18日発売、スパイスビジュアル）
- 蜜愛 ～Secret Love～（2016年5月20日発売、イーネット・フロンティア）
- 蜜会（2016年11月21日発売、イーネット・フロンティア）
- もっと♡むちみちゃ（2017年8月25日発売、スパイスビジュアル）
- ギュッとして! （2018年5月31日発売、グラッソ）

### CD
- 熱血戦隊!ハートレンジャー!ORIGINAL SOUND TRACK Vol.1（2015年） ※桃河紗希として
- 熱血戦隊!ハートレンジャー!ORIGINAL SOUND TRACK Vol.2（2015年） ※桃河紗希として
- みずたまにR（2018年）

### 動画配信
- 栗原みさ（2011年10月4日発売、TVバンク）
- Another Queen EX vol.06 栗原みさ（2016年5月10日発売、CYBER CAFE）

## 出演

### 映画
- 「一瞬と永遠」（2015年11月29日公開）
- 百奇夜噺「ちりんちりん」（2023年04月公開）
- 百奇夜噺裏「れぎねれぎねれぎね」（2024年09月公開）

### ドラマ
- 「眞鍋探偵事件簿 ～過ぎゆく時の中で～」 ＃4 オチョーシモノ （アキ役）（2016年10月29日東京MX）
- ドラマ24「Iターン (小説)」 ＃1,3 （2019年7月13日～テレビ東京）

### テレビ
- 「めちゃめちゃイケてるッ！」（再現VTR道重さゆみ役）（2010年3月13日フジテレビ）
- 「お願い！ランキング」（ベストカップUSA）（2010年6月10日テレビ朝日）
- 「全力坂」（炭団坂）（2010年10月28日テレビ朝日）
- 「人生が変わる1分間の深イイ話・美容ダイエット＆3行ラブレターSP」（2011年6月27日日本テレビ）
- 「お願い！ランキング」（意外と知らない海・プールグッズが知りたい！）（2011年7月20日テレビ朝日）
- 「人生が変わる1分間の深イイ話 3行ラブレター2時間スペシャル」（2011年9月19日日本テレビ）
- 「ごごたま」(あなたの街にOh！しかけ隊)（2011年9月27日 - 11月15日テレビ埼玉）
- 「ソフトくりぃむ」（上田のバーター スカウトキャラバン2011）（2011年11月30日テレビ朝日）
- 「ヒットの泉〜ニッポンの夢ヂカラ！〜」（2012年5月27日テレビ朝日）
- 「西口EXチャンネル」（2012年8月 - 10月EXスポーツ）
- 「竹山のやりたい100のこと〜ザキヤマ＆河本のイジリ旅〜」(竹山やりたいガールオーディションをやろう)（2012年8月12日フジテレビONE）
- 「竹山のやりたい100のこと〜ザキヤマ＆河本のイジリ旅〜<ゴールデンブレイク>」(竹山やりたいガールオーディションをやろう)（2012年11月10日フジテレビ）
- 「カイモノラボ」（2014年放送中TBSテレビ）
- 「ピン子、通販やるってよ」（2015年11月3日TBSテレビ）
- 「巷のリアルTV カミングアウト！」（モンスター客によって廃業寸前に追い込まれた温泉宿 再現VTR）（2015年11月13日フジテレビ）
- 「さまぁ～ずの神ギ問」（「クリスマスイブのラブホテルって今でも満室なの？」テレフォンスタッフ）（2016年1月30日フジテレビ）
- 「幸せ追求バラエティ金曜日の聞きたい女たち」（「イケてる男がホッとする女と疲れる女の違い No.002 スニーカーでBBQに来る女子にはホッとする」遅れて来る女子 他）（2016年4月22日～8月12日フジテレビ）
- 「BAZOOKA!!!」#234 国民的童顔巨乳コンテスト（2018年6月4日BSスカパー!）
- 「お願い！ランキング」（私って、美人ですよね？）（2018年10月9日テレビ朝日）
- 「キニナル金曜日」（2018年10月12日TBSテレビ）
- 「ポルポ」（ポルポの実験レポート FILE No.27 特技がモノマネの女子がやるモノマネ人気No.1はなに...？）（2020年8月2日テレビ朝日）
- 「キニナル金曜日」（2020年9月4日TBSテレビ）

### ラジオ
- gra-DOLL「金曜だけじゃものたりない！」（2018年6月22日　ShibuyaCross-FM）
- 真矢Radio（2018年8月15日MID-FM761 ）
- ステラ☆HAPPY!LIVE!（2018年9月18日～2022年12月02日　市川うららFM）自身初のレギュラー番組
- ラミプロレディオ（2023年5月度ゲスト毎週水曜日19時15分から、神戸FMMOOV）

### 舞台
- 29models first live event（2011年09月25日、代官山LOOP） - 即興劇で幽霊を演じる
- W-Speak第一回公演『笑劇乙女』「グラビアアイドル立てこもり事件」「キス部」（2012年01月26日 - 01月29日、池袋・シアターKASSAI）
- W-Speak第二回公演『笑劇コスメ』「ナースステーション」「後輩部」（2012年04月26日 - 04月29日、池袋・シアターKASSAI）
- W-Speak第三回公演『笑劇SUMMER』「BBQ」「海の家」（2012年08月23日 - 08月26日、池袋・シアターKASSAI）
- W-Speak第四回公演『笑劇LOVERS』「ワガママな神様」「帰ってきたキス部」（2012年12月26日 - 12月30日、池袋・シアターKASSAI）
- W-Speak第六回公演『アクトレースCUP』（2013年06月06日 - 06月09日、赤坂元気劇場）
- W-Speak第七回公演『カンキン?!』（2013年07月11日 - 07月14日、赤坂元気劇場）
- ACTRACE（2013年） - レッド・パンプス　ヘッドコーチを担当（浜田翔子監督不在時は監督代行）
- W-Speak第八回公演『ムラコン』（2013年12月12日 - 12月15日、赤坂元気劇場）
- 東京女子演劇部vol.1「聖澤女学院物語ラストディーバ」（2014年04月03日 - 04月06日、六行会ホール） - スミレ科　蓮美華すみれ(幼少期)役
- FPAdvance produce MOGURAYA EPISODE 1,2（2014年09月20日 - 09月23日、戸野廣浩司記念劇場） - お熊 役
- FPAdvance produce MOGURAYA EPISODE 3（2015年03月25日 - 03月29日、戸野廣浩司記念劇場） - お熊 役
- 劇団FULLMONTY第12回本公演 OLD NEON 〜伝説の夜編〜（2015年05月27日 - 05月31日、シアターグリーン BIG TREE THEATER） - 宇佐美静香 役
- 劇団時間制作 第七回公演 きっとまた明日はくる（2015年07月15日 - 07月20日、明石スタジオ） - 初主演(Ａチーム) 園谷理子 役
- 平熱43度 第9回公演 番外公演 微熱43度 「熱血戦隊！ハートレンジャー！～飛躍編！～」（2015年10月8日 - 10月18日 、大塚・萬劇場） - 桃河紗希 役
- 平熱43度 第9回公演 番外公演 微熱43度 「熱血戦隊！ハートレンジャー！～飛翔編！～」（2015年12月2日 - 12月06日 、大塚・萬劇場） - 桃河紗希 役
- UBUGOE -Voice of comedy vol.8 年末SP ～Returns!!～「大根」(刑事タケシタ)「マイフレンド」(小林りか)「ChristmasOverDrive」(トクイ彼女)（2015年12月16日、亀有・かめありリリオホール）
- 23区女子（2016年05月27日 - 05月30日 、座・高円寺２） - 港区 役
- (株)dual production プロデュース Dear Kir（2016年06月15日 - 06月19日 、シアターモリエール） - レモン 役
- LAST MESSAGE（2016年09月07日 - 09日 、座・高円寺２） - 瑠奈 役
- 舞台 エンテナ PLAY UNION 第四回公演『あなたと私、月の舟』「永遠の別れの報酬は三つ数えて暁に眠れ」（2016年10月19日 - 10月23日 、上野ストアハウス）
- LIBERAL プロデュース公演『Key Word』（2017年01月19日 - 01月22日 、明石スタジオ） - ハナ 役
- SOS企画プロデュース公演『物語は突然生き止まる』（2017年02月18日 - 02月20日 、新大久保 R’sアートコート）
- Southern’Xプロデュースvol.1『星空ハーモニー』（2017年04月18日 - 04月23日 、CBGKシブゲキ!!） - 水島丹子 役
- シズカ式『日本橋ドロップス』「修学旅行」、「立てこもり事件」、「ストップガール」、「恋の矢」（2017年07月07日 - 07月09日、東日本橋・アクアスタジオ）
- Produce team Office54 朗読劇「学園デスパネル」（2017年08月11日、座・高円寺２）
- 合同会社シザーブリッツ『バック・島・ザ・フューチャー』（2017年08月24日 - 09月03日 、上野ストアハウス） - 佐藤みるく 役
- 劇団時間制作第十五回公演『手を握る事すらできない』（2017年11月9日 - 11月19日 、大塚・萬劇場） - 朝賀美由紀 役
- SPIRAL CHARIOTS 第18回本公演 「レンタヒーロー -RENT A HERO-」（2018年01月17日 - 01月21日 、六行会ホール） - カネナシ・サンエン 役
- toshiLOG vol.1 朗読劇「さよならのかわりに」（2018年03月07日 - 03月11日 、新宿コフレリオシアター） - 稲垣奈美 役
- Yプロジェクト プロデュース公演 シェイクスピア Re-born「風雪の城 ～Lear～」（2018年04月04日 - 04月08日 、渋谷伝承ホール） - 雪チーム 御伽衆 八重 役
- 第一水曜即興舞台 in 超☆汐留パラダイス2018「こんなはずじゃなかった。」（2018年08月01日 、汐留日本テレビB2Fゼロスタ広場特設ステージ） - グラビアアイドルチーム
- Rebel「Wells-博士とはじまりの恋人-」（2018年09月05日 - 09月09日 、新宿スターフィールド） - エイダ博士 役
- 劇団時間制作第十八回公演「こっちとそっち」（2018年11月14日 - 11月24日 、大塚・萬劇場） - 101号室 佐山花蓮（Aチーム） 役
- 『呪いの49日～表と裏～』（2018年12月19日 - 12月23日、中野テルプシコール）
- Alexandrite Stage Produce『12人の怒れる人たち』（2019年02月06日 - 02月11日、シアター風姿花伝） - 8号（Rosso班） 役
- カラスカ『美女と多重』（2019年03月28日 - 03月31日、築地本願寺ブディストホール） - ターニャ・バートリン 役
- オフィス上の空プロデュース『トルツメの蜃気楼』（2019年06月19日 - 06月23日、中野ザ・ポケット）愛梨／通称あいりん（B Cast） 役
- フリスティエンターテインメント×ZERO BEAT.コラボ公演『ノック・オーバー!!』（2019年09月24日 - 09月29日、ウッディシアター中目黒） - 須田佳那子 役
- JPR BUFFプロデュース公演「Wells-魔女と夜明けの星-」（2019年12月21日 - 12月29日 、新宿村LIVE） - エイダ博士 役
- 「学園探偵 薔薇戦士 ～薔薇戦士誕生～」（2020年03月25日 - 03月29日 、大塚・萬劇場） - 高村麻子 役
- オンライン朗読劇「ミスターコン！ 絶対王者挑戦編」（2020年06月10日 - 06月16日 、ZOOM）
- 『Three  Kingdoms 2020』魏国編（2020年08月05日 - 08月09日 、CBGKシブゲキ!!） - 武宣皇后（洛陽チーム） 役
- 『Three  Kingdoms 2020』～赤壁・合戦編～（2020年11月11日 - 11月15日 、シアター1010） - 武宣皇后 役
- ALPHA Entertainment x E-Stage Topia プロデュース新春公演 サクラニオドレ（2021年01月06日 - 01月10日 、渋谷伝承ホール） - 藤崎麻里子 役
- 菅生ゼミ休講のお知らせ3期（2021年04月02日 - 04月11日 、新宿スターフィールド） - 山吹"DIO" 役
- 朝活！キーメロ朗読会Vol.2（2021年04月18日、カジュアライズ 東池袋店）
- ぽりこぴー produce 「Travel×Trip×Tour」（2021年04月29日、本所松坂亭劇場、ツイキャス） - 日替わりゲスト
- 朗読劇キーメロガールズリーディング！（2021年06月12日、大塚ドリームシアター）
- SPIRAL CHARIOTS 第26回本公演 「HATTORI半蔵IV」（2021年06月30日 - 07月04日 、六行会ホール） - オ竜 役
- SFIDA ENTERTAINMENT Vol.7 「COUNTER VALUE PAINTED 2021」（2021年08月10日 - 08月12日 、劇場HOPE） - サトウ ユウカ 役
- ALPHA Entertainment x E-Stage Topia プロデュース新春公演 ヨツバニオドレ（2022年05月06日 - 05月9日 、渋谷伝承ホール） - 藤崎麻里子 役
- Alexandrite Stage『The Great Gatsby In Tokyo』（2022年6月17日 - 21日、三越劇場） - Modern Ver マートル・ウィルソン 役[3]
- カラスカ『ヘクセン クロイツ -魔女の十字架-』（2022年07月20日 - 07月24日、TACCS1179） - クリスティーナ・シュティーフェル 役
- 東京印vol.22『たったひとつの贈り物』（2022年09月07日 - 09月11日、テアトルBONBON）- 未来 役
- DREAM ORBITAL TROOP『Heartless 死人に心無し』（2023年03月22日- 03月26日、劇場：シアター・アルファ東京） - リサ・イングラム 役
- 東京印vol.24『「おにぎりのむすび方」～全ての物語がここから始まる～』（2023年09月06日 - 09月10日、テアトルBONBON） - 時子 役
- フリスティエンターテインメント公演『闘争・オブ・ザ・リング』（2023年06月14日- 06月18日、劇場：シアターKASSAI） - 林幸子 役
- イノセントギアカンパニー『幻の奏』（2024年01月29日 - 02月11日、絵空箱） - 神楽千怜 役
- 劇団バルスキッチン第33回公演『どぎまぎメモリアル ～まぎまぎブルーver.～』（2024年03月27日 - 03月31日、バルスタジオ） - 藤原楓 役[4]
- プロデュース集団wordleafproject 5月公演『liberty』（2024年05月01日 - 05月06日、ザ・ポケット） - 港 真一(みなと まいち) 役
- 劇団バルスキッチン第36回公演 第36回池袋演劇祭参加作品[注釈 1]『商店街グランドリオン』（2024年9月11日 - 16日、シアターグリーン BIG TREE THEATER） - グラン 役[6]
- 配信型朗読劇ゆめかばLABO第25回公演『あとはよろしく』（2024年12月03日、新宿アルタKeyStudio） - 佐々木貴子 役
- 劇団虚幻癖 第40回 回帰公演『The Lost Mind』（2025年04月23日 - 04月27日、中野ザ・ポケット） - 美音 役

### バラエティイベント
- バラエティイベント ハコニワ vol.44,45,番外編,48（2014年）
- バラエティイベント ハコニワ vol.59（2015年4月29日）
- バラエティイベント ハコニワ vol.66 学園祭SP～ミス・ハコニワクイーンコンテスト～（2015年11月8日）
- バラエティイベント ハコニワ スピンオフ ～2015-2016・紅白歌合戦スペシャル～（2015年12月27日） - 白組で出場「天城越え」を歌唱）
- バラエティイベント ハコニワ ウイークデー（2016年1月27日） - チーム栗原リーダー
- 『熱血戦隊！ハートレンジャー！ ～背徳ノ指揮棒～ 』上映会イベント（2016年4月17日 、中野Vスタジオ）
- KLEE FES主催！「おてんばGura Fit′s」女性版♡即興！胸キュン劇！（2017年2月26日 、カラオケラウンジ kahoo）
- あいどるくっきんぐ♪（2017年6月10日 、cafe bar NAGOMI）
- TMG主催『Theatribe vol.1』（2017年6月18日、しもきたドーン）
- Heinetsu ちいさな♡音楽祭（2017年7月1日 、中野Vスタジオ）
- 放課後ビアタイム～2次会～『寒中見舞い申し上げます。』（2017年12月3日 、スタジオトルク）
- 『おいでんまい！！日々感謝しとるんよ〜即興朗読会〜X’mas present〜』 （2017年12月17日 、しもきたドーン）
- 気づいたらシリーズ第6弾 気づいたらもう4月でした。 4月といえば、新学期！！ 新学期といえば、学力テスト！！ という訳で、気づいたら学校開校！ 馬鹿な生徒は誰だSP！ （2018年4月22日 、中野Vスタジオ）
- 劇団NEXTDOOR-酒部-『MATSURI』（2018年7月16日 、八丁堀スタジオ）日替わりゲスト
- 気づいたらもう夏休みでした🌊 今年の夏は勉強だ📚 お馬鹿な生徒さん達ここに集合！ 気づいたら夏期講習、ここに開校！ 真のお馬鹿さんは誰だ！？SP （2018年8月4日 、中野Vスタジオ）
- ほりゆり生誕祭 〜みそじってなにそれ美味しいの？〜（仮）（2018年8月11日 、ワロップ放送局）
- コントイベント『蜂巣祭～2019晩春の陣～』バンブーガール（2019年4月27日 - 29日、ステージカフェ下北沢亭） - 月の天女 ルナ 役
- 上映会イベント『蜂巣祭～2019晩春の陣～』（2019年5月12日、ステージカフェ下北沢亭）
- 即興芝居イベント『リベルテVol.8』（2019年5月19日、新宿スターフィールド）
- 気づいたら夏でした。 梅雨も終わり、いよいよ夏本番！！ 夏といえば、海、山、祭り、花火大会、そして、、、恋。 今年の夏をenjoy出来るのは誰SP！！（2019年7月27日 、中野Vスタジオ）
- END es PRODUCE『リベルテ Vol.9』 （2019年8月25日、新宿スターフィールド）
- コントイベント『蜂巣祭～2019秋の陣～』テッペン越えのサンドリヨン（2019年10月18日 - 20日、ステージカフェ下北沢亭） - トレメイン夫人 役
- END es PRODUCEオフ会『パッセ会 8・9』 （2019年11月16日、本所松坂亭劇場）
- 上映会イベント『蜂巣祭～2019歳末の陣～』（2019年12月30日、赤坂CHANCEシアター）
- コントイベント『蜂巣祭～2020冬の陣～』毒林檎姫（2020年1月10日 - 12日、ステージカフェ下北沢亭） - ゲキモエ 役
- END es PRODUCE『リベルテ Vol.12』 （2020年06月20日、本所松坂亭劇場、ツイキャス）
- END es PRODUCE『リベルテ Vol.14』 （2020年12月19日、本所松坂亭劇場、ツイキャス）
- コントイベント『蜂巣祭～2021冬の陣～』ピータンの大冒険（2020年1月15日 - 17日、ステージカフェ下北沢亭、ツイキャス）
- END es PRODUCE『リベルテ Vol.15』 （2021年03月07日、本所松坂亭劇場、ツイキャス）
- END es PRODUCE『リベルテ Vol.16』 （2021年05月02日、本所松坂亭劇場、ツイキャス）
- コントイベント『蜂巣祭～2021春の陣～』魔法少女はじめました（2020年5月14日 - 16日、ステージカフェ下北沢亭、ツイキャス） - コキリ 役、メリーポピンズ　役
- 上映会イベント「蜂巣祭」＆「腹笑い」上映会（2021年05月21日、赤坂CHANCEシアター）
- END es PRODUCE『リベルテ Vol.18』 （2021年10月09日、本所松坂亭劇場、ツイキャス）
- コントイベント『蜂巣祭～2021秋の陣～』バンブーガール（再演）（2021年11月12日 - 14日、ステージカフェ下北沢亭） - 月の天女 ルナ 役
- END es PRODUCE『リベルテ Vol.19』 （2021年12月30日、本所松坂亭劇場、ツイキャス）
- SFIDA ENTERTAINMENT プロデュース 即興芝居イベント「ドラマを作ろう vol.2」（2022年03月19日 、赤坂CHANCEシアター）
- END es PRODUCE『リベルテ Vol.20』 （2022年05月15日、本所松坂亭劇場、ツイキャス）
- 新感覚即興インプロイベント THEATERLIVE VOL.14 （2022年06月25日、高円寺STUDIO-K）
- END es PRODUCE『リベルテ Vol.21』 （2022年08月13日、本所松坂亭劇場、ツイキャス）
- END es PRODUCE『リベルテ Vol.22』 （2022年12月24日、本所松坂亭劇場、ツイキャス）
- 『天竺生地　vol.2』（2023年01月29日、バルスタジオ）
- プレミアム試写上映会『百奇夜噺』「ちりんちりん」（2023年04月08日、シネマハウス大塚）
- 上映会イベント『百奇夜噺』「ちりんちりん」（2023年04月16日、高円寺シアターバッカス）
- 『THE FICTION』（2023年05月13日、πTOKYO）
- 上映会イベント『百奇夜噺』「ちりんちりん」（2023年06月03日、ユーロライブ）
- 『天竺生地　vol.5』（2023年07月30日、バルスタジオ）
- 『THE FICTION』（2023年09月23日、大塚ドリームシアター）
- 『笑劇REBORN』（2023年11月23日、A-Garage）
- END es PRODUCE『リベルテ Vol.25』 （2023年12月20日、本所松坂亭劇場、ツイキャス）
- 4周年記念！ぽりこぴーぱーてぃー！！（2024年04月14日、赤坂CHANCEシアター） - 1部ゲスト
- プレミアム試写上映会『百奇夜噺 裏』「れぎねれぎねれぎね」（2024年06月08日、シネマハウス大塚）
- 『なおりくの遊び場 vol.10』～10回目の記念な遊び場～（2024年07月28日、バルスタジオ） - 第2,3回ゲスト
- フリスティエンターテインメント「SCRAMBLE FOR 彦星」（2024年08月03日、中野かざあな）
- 放課後ビアタイム 『魔女の隣の物の怪の墓三世』（2024年08月18日、赤坂CHANCEシアター） - 日替わりゲスト
- 上映会イベント『百奇夜噺 裏』「れぎねれぎねれぎね」（2024年09月01日、高円寺シアターバッカス）
- 企画・制作 HAPPY DOG PLANNING「わんわん大集合！ vol.3」（2024年10月12日、高田馬場ラビネスト）
- YU &PIRI's Wintder Holiday（2024年12月31日、中野シアターかざあな）
- リアル人生すごろく 福らんぶる！ （2025年01月12日、中野シアターかざあな）
- 私が初めてスパイだと疑われた日 Ep.05 （2025年01月18日、高円寺スタジオK）
- SFIDA ENTERTAINMENTプロデュース 芝居イベント vol.17 私立シバイベ女学園 恋愛偏差値編（2025年02月09日、赤坂チャンスシアター）
- たつや優プロデュース コントイベント vol.1 無人島物語(仮)（2025年03月29日 - 03月30日、赤坂チャンスシアター）

### イベント
- TOKYO GRAVURE IDOL FESTIVAL 2016（2016年08月05日）
- TOKYO GRAVURE IDOL FESTIVAL 2018（2018年08月05日）
- TOKYO GRAVURE IDOL FESTIVAL 2019（2019年08月04日）
- わきもととながた〜忘〜 （2022年12月18日）

### CM
- 銀のさら 公式CM 【VODKA篇】

### その他
- 29models（新橋駅のサイトガールを担当）
- 第一興商 グラカラ（選べる背景 ときめきガール　2015年）
- 第一興商オリジナル グラカラ（1月TSUNAMI　～2015年12月10日）
- パチンコ/スロット情報公開端末機BiGMO
- CRリアル鬼ごっこ（佐藤みさ 役）
- 第一興商オリジナル グラカラ（新宝島/サカナクション　2018年9月11日～2019年9月10日）
- 第一興商 グラカラ（選べる背景 ときめきガール　2019年）

### ウェブテレビ
- 折原みかのアバンギャル道（2010年4月15日、2010年6月3日　あっ！とおどろく放送局）
- ニコニコ生放送「ゾンビーバー上映会を水着で一緒にみよう」（2015年12月19日）
- アメジョッキー/ニコジョッキー/エフジョッキー ジョッキー学力テスト #9（2016年1月21日）3.5点で罰ゲームで「酸っぱくてむにゅむにゅした粉」(本人談)を飲む
- モヤモヤさまぁ～ず２（配信オリジナル）ムチムチさまぁ～ず３（2017年8月20日、ネットもテレ東、テレビ東京YouTube  ch）
- アメジョッキー/ニコジョッキー/エフジョッキー ジョッキー杯 大喜利キング2018 #139 （2018年10月26日）大喜利獲得ポイントは0点
- 【バラステ】お願い!ランキング「私って、美人ですよね?#9」（2018年11月12日、abemaTV）
- ホラーちゃんねる 「ホラー映画談義」in Akiba.TVスタジオ第32回（2021年07月14日、YOUTUBE）
- ホラー部【ホラーちゃんねる】怪談・怖い話なんでも朗読！「ホラージオ」in Akiba.TVスタジオ（2021年09月13日～ 2022年08月22日 第2,第4月曜日生放送、YOUTUBE）

## 撮影会/チャット
- 事務所主催
- マックス撮影会(終了)
- ミラクルハウス撮影会(終了)
- フェスタソーレ撮影会
- チャットビ(終了)
- EXスーパーアイドルQueen（2012/07/13～2012/10/20）
- 舞台アクトレース チーム対抗ネット生放送バトル（2013/10/13～2013/12/2）
- マシェバラ×次世代動画クイーン発掘！動画クラブ第2期（2015/3/24～6/8）